# St.-Thaddäus-und-Bartholomäus-Kathedrale
Die Sankt-Thaddäus-und-Bartholomäus-Kathedrale (armenisch Սուրբ Թադևոս-Բարդուղիմեոս Մայր Տաճար, aserbaidschanisch Surp Tadevos-Barduğimeos Erməni Kilsəsi, russisch Церковь Святого Фаддея и Варфоломея), auch bekannt als Budakowski-Kathedrale, war eine armenisch-apostolische Kirche in der aserbaidschanischen Hauptstadt Baku, die im Jahre 1910 gebaut und im Jahre 1911 im damaligen Russischen Kaiserreich eingeweiht wurde. Sie befand sich an der Bondarnaja-Dmitrowa-Straße (heute Schamsi-Badalbejli-Straße).
Die Erbauung begann am 2. August 1907 und wurde im Jahre 1910 vollendet. Der Architekt der Kathedrale war Howhannes Katschasnuni, der später der erste Ministerpräsident der Demokratischen Republik Armenien wurde.
Als Teil einer systematischen Politik der Zerstörung von religiösen Bauwerken wurde die Kathedrale 1930 unter der Herrschaft des sowjetischen Diktators Josef Stalin zerstört und durch das Gebäude der Musikakademie Baku ersetzt.